# Стен Смил
Стен Смил (англ. Stan Smyl, нар. 28 січня 1958, Глендон або Сент-Пол, Альберта) — канадський хокеїст, що грав на позиції крайнього нападника. Грав за збірну команду Канади.
Провів понад 900 матчів у Національній хокейній лізі.

## Ігрова кар'єра
Хокейну кар'єру розпочав 1974 року.
1978 року був обраний на драфті НХЛ під 40-м загальним номером командою «Ванкувер Канакс».
Усю професійну клубну ігрову кар'єру, що тривала 14 років, провів, захищаючи кольори команди «Ванкувер Канакс», на початку кар'єри виступав в одній ланці з Деннісом Кірнсом.
Загалом провів 937 матчів у НХЛ, включаючи 41 гру плей-оф Кубка Стенлі.
Був гравцем молодіжної збірної Канади. Виступав за національну збірну Канади, провів 10 ігор в її складі.

## Тренерська робота
3 липня 1991 став асистентом головного тренера клубу «Ванкувер Канакс» і пробув на цій посаді до завершення сезону 1998/99.
У червні 1999 стає головним тренером клубу АХЛ «Сірак'юс Кранч», тренував цей клуб до завершення сезону 2003/04.

## Нагороди та досягнення
- Бронзовий призер молодіжного чемпіонату світу 1978.

## Статистика

### Клубні виступи
| Сезон        | Клуб                     | Ліга         | Регулярний сезон | Регулярний сезон | Регулярний сезон | Регулярний сезон | Регулярний сезон | Плей-оф | Плей-оф | Плей-оф | Плей-оф | Плей-оф |
| Сезон        | Клуб                     | Ліга         | І                | Г                | П                | О                | ШХ               | І       | Г       | П       | О       | ШХ      |
| ------------ | ------------------------ | ------------ | ---------------- | ---------------- | ---------------- | ---------------- | ---------------- | ------- | ------- | ------- | ------- | ------- |
| 1974–75      | «Беллінгхем Блейзерс»    | БКХЛ         | 48               | 29               | 33               | 62               | 115              | 25      | 13      | 22      | 33      | 15      |
| 1974–75      | «Нью-Вестмінстер Брюїнс» | ЗКХЛ         | —                | —                | —                | —                | —                | 3       | 0       | 0       | 0       | 15      |
| 1975–76      | «Нью-Вестмінстер Брюїнс» | ЗКХЛ         | 72               | 32               | 42               | 74               | 169              | 19      | 8       | 6       | 14      | 58      |
| 1976–77      | «Нью-Вестмінстер Брюїнс» | ЗКХЛ         | 72               | 35               | 31               | 66               | 200              | 13      | 6       | 7       | 13      | 51      |
| 1977–78      | «Нью-Вестмінстер Брюїнс» | ЗКХЛ         | 53               | 29               | 47               | 76               | 211              | 20      | 14      | 21      | 35      | 43      |
| 1978–79      | «Ванкувер Канакс»        | НХЛ          | 62               | 14               | 24               | 38               | 89               | 2       | 1       | 1       | 2       | 0       |
| 1978–79      | «Даллас Блек Гокс»       | ЦПХЛ         | 3                | 1                | 1                | 2                | 9                | —       | —       | —       | —       | —       |
| 1979–80      | «Ванкувер Канакс»        | НХЛ          | 77               | 31               | 47               | 78               | 204              | 4       | 0       | 2       | 2       | 14      |
| 1980–81      | «Ванкувер Канакс»        | НХЛ          | 80               | 25               | 38               | 63               | 171              | 3       | 1       | 2       | 3       | 0       |
| 1981–82      | «Ванкувер Канакс»        | НХЛ          | 80               | 34               | 44               | 78               | 144              | 17      | 9       | 9       | 18      | 25      |
| 1982–83      | «Ванкувер Канакс»        | НХЛ          | 74               | 38               | 50               | 88               | 114              | 4       | 3       | 2       | 5       | 12      |
| 1983–84      | «Ванкувер Канакс»        | НХЛ          | 80               | 24               | 43               | 67               | 136              | 4       | 2       | 1       | 3       | 4       |
| 1984–85      | «Ванкувер Канакс»        | НХЛ          | 80               | 27               | 37               | 64               | 100              | —       | —       | —       | —       | —       |
| 1985–86      | «Ванкувер Канакс»        | НХЛ          | 73               | 27               | 35               | 62               | 144              | —       | —       | —       | —       | —       |
| 1986–87      | «Ванкувер Канакс»        | НХЛ          | 66               | 20               | 23               | 43               | 84               | —       | —       | —       | —       | —       |
| 1987–88      | «Ванкувер Канакс»        | НХЛ          | 57               | 12               | 25               | 37               | 110              | —       | —       | —       | —       | —       |
| 1988–89      | «Ванкувер Канакс»        | НХЛ          | 75               | 7                | 18               | 25               | 102              | 7       | 0       | 0       | 0       | 9       |
| 1989–90      | «Ванкувер Канакс»        | НХЛ          | 47               | 1                | 15               | 16               | 71               | —       | —       | —       | —       | —       |
| 1990–91      | «Ванкувер Канакс»        | НХЛ          | 45               | 2                | 12               | 14               | 87               | —       | —       | —       | —       | —       |
| Усього в НХЛ | Усього в НХЛ             | Усього в НХЛ | 896              | 262              | 411              | 673              | 1556             | 41      | 16      | 17      | 33      | 64      |

### Збірна
| Рік                | Команда            | Турнір             |    | І | Г | П | О  | ШХ |
| ------------------ | ------------------ | ------------------ | -- | - | - | - | -- | -- |
| 1978               | Канада             | МЧС                | 6  | 1 | 1 | 2 | 6  |    |
| 1985               | Канада             | ЧС                 | 10 | 1 | 1 | 2 | 6  |    |
| Національна збірна | Національна збірна | Національна збірна | 16 | 2 | 2 | 4 | 12 |    |